# Ophir Cavus
Ophir Cavus és una formació geològica de tipus cavus a la superfície de Mart, localitzada amb el sistema de coordenades planetocèntriques a -9.78 ° latitud N i 305.27 ° longitud E, que fa 36.72 km de diàmetre. El nom va ser aprovat per la UAI l'any 2006 i fa referència a una característica d'albedo.